# Триколидис, Каролос
Карл Каспар-Триколидис (нем. Karl Kaspar Trikolidis, греч. Κάρολος Τρικολίδης; 24 июля 1947, Альтаусзее — 20 января 2022) — австрийско-греческий дирижёр.
В Венской академии музыки сперва учился игре на скрипке у Гюнтера Пихлера, затем изучал композицию у Альфреда Уля и Сезара Бресгена, дирижирование у Ханса Сваровски и Мильтиадеса Каридиса. В 1967—1969 гг. руководил венским ансамблем «Consortium Musicum», в 1969—1972 гг. возглавлял молодёжный оркестр Нового Южного Уэльса. В 1970 г. непродолжительное время возглавлял Общество друзей музыки в Перхтольдсдорфе. В том же году был удостоен первой премии Безансонского международного конкурса молодых дирижёров среди «непрофессионалов», то есть участников, не имеющих завершённого дирижёрского образования.
В 1972—2000 гг. был одним из постоянных дирижёров Фессалоникского государственного оркестра, работал также с городской оперой, в 1979 г. был в числе основателей новой консерватории в Фессалониках. В 1973—1974 гг. руководил оркестром Регенсбургской оперы, в 1980—1984 гг. — оркестром «Марсельские солисты», в 1985—1987 гг. занимал пост музыкального руководителя Исландского симфонического оркестра, одновременно в 1984—1987 гг. дирижировал оркестром в ходе мировых гастролей балета Ролана Пети. С 1991 г. работал также в Дебреценском филармоническом оркестре. В качестве приглашённого дирижёра выступал со многими коллективами мира, в том числе с Российским национальным оркестром (в сезоне 1996—1997), получив, однако, у российской музыкальной критики отзывы в диапазоне от «холодный и рассудочный» до «скучнейший». В 2000 г. в торжественной обстановке, в присутствии канцлера Австрии Вольфганга Шюсселя, исполнил с Грацским филармоническим оркестром Альпийскую симфонию Рихарда Штрауса непосредственно в Альпах, в окрестностях своего родного города Альтаусзее.
Записал увертюры Джузеппе Верди (с Будапештским филармоническим оркестром), Пасторальный концерт для флейты с оркестром Хоакина Родриго (с Шарон Безали и Афинским государственным оркестром).